# Frontignan
Frontignan är en kommun i departementet Hérault i regionen Occitanien i södra Frankrike. Kommunen ligger i kantonen Frontignan som tillhör arrondissementet Montpellier. År 2022 hade Frontignan 23 788 invånare.

## Befolkningsutveckling
Antalet invånare i kommunen Frontignan
Referens:INSEE